# Ken Howard
Kenneth Joseph Howard Jr., detto Ken (El Centro, 28 marzo 1944 – Los Angeles, 23 marzo 2016), è stato un attore statunitense.

## Biografia
Biondo, alto quasi 2 metri, ai tempi della scuola era soprannominato "The Stork" (cicogna).
È conosciuto soprattutto per il ruolo del presidente statunitense Thomas Jefferson nel film 1776 (1972), per il ruolo di Ken Reeves, l'allenatore di basket protagonista della serie televisiva Time Out (1978-1980) e per il ruolo di Phelan Beale in Grey Gardens - Dive per sempre (2009). Nel settembre 2009 fu eletto presidente della Screen Actors Guild, il sindacato degli attori televisivi e cinematografici USA.

### Morte
Morì di polmonite e cancro alla prostata all’età di 71 anni a Los Angeles.

## Filmografia

### Cinema
- Dimmi che mi ami, Junie Moon (Tell Me That You Love Me, Junie Moon), regia di Otto Preminger (1970)
- Ma che razza di amici! (Such Good Friends), regia di Otto Preminger (1971)
- Una maledetta piccola squaw (The Strange Vengeance of Rosalie), regia di Jack Starrett (1972)
- 1776, regia di Peter H. Hunt (1972)
- Independence – cortometraggio (1976)
- Second Thoughts, regia di Lawrence Turman (1983)
- Oscar - Un fidanzato per due figlie (Oscar), regia di John Landis (1991)
- Ulterior Motives, regia di James Becket (1993)
- Sotto il segno del pericolo (Clear and Present Danger), regia di Phillip Noyce (1994)
- The Net - Intrappolata nella rete (The Net), regia di Irwin Winkler (1995)
- Strategia mortale (Tactical Assault), regia di Mark Griffiths (1998)
- A prima vista (At First Sight), regia di Irwin Winkler (1999)
- Stuck – cortometraggio (2004)
- Double Dare, regia di Amanda Micheli – documentario (2004)
- Dreamer - La strada per la vittoria (Dreamer: Inspired By a True Story), regia di John Gatins (2005)
- In Her Shoes - Se fossi lei (In Her Shoes), regia di Curtis Hanson (2005)
- Arc, regia di Robert Ethan Gunnerson (2006)
- Michael Clayton, regia di Tony Gilroy (2007)
- John Rambo (Rambo), regia di Sylvester Stallone (2008)
- Mamma ho perso il lavoro (Smother), regia di Vince Di Meglio (2008)
- Under Still Waters, regia di Carolyn Miller (2008)
- 2:13, regia di Charles Adelman (2009)
- A Numbers Game, regia di James Van Alden (2010)
- J. Edgar, regia di Clint Eastwood (2011)
- A.C.O.D. - Adulti complessati originati da divorzio (A.C.O.D.), regia di Stu Zicherman (2013)
- La formula della felicità (Better Living Through Chemistry), regia di Geoff Moore e David Posamentier (2014)
- The Judge, regia di David Dobkin (2014)
- The Wedding Ringer - Un testimone in affitto (The Wedding Ringer), regia di Jeremy Garelick (2015)
- Joy , regia di David O. Russell (2015)

### Televisione
- N.Y.P.D. – serie TV, episodio 2x22 (scene cancellate) (1969)
- Medical Center – serie TV, episodio 4x10 (1972)
- Bonanza – serie TV, episodio 14x08 (1972)
- La costola di Adamo (Adam's Rib) – serie TV, 13 episodi (1973)
- Il cacciatore (The Manhunter) – serie TV, 23 episodi (1974-1975)
- Time Out (The White Shadow) – serie TV, 54 episodi (1978-1981)
- L'incubo di Ruth Hession – film TV (1982)
- Sembra facile (It's Not Easy) – serie TV, 10 episodi (1983)
- Uccelli di rovo (The Thorn Birds), regia di Daryl Duke – miniserie TV (1983)
- Qual è mio figlio? (He's Not Your Son), regia di Don Taylor – film TV (1984)
- Dynasty – serie TV, 13 episodi (1985-1986)
- I Colby (The Colbys) – serie TV, 19 episodi (1985-1986)
- La signora in giallo (Murder, She Wrote) – serie TV, 6 episodi (1985-1994)
- La rabbia degli angeli - La storia continua (Rage of Angels: The Story Continues), regia di Paul Wendkos – miniserie TV (1986)
- L'uomo dall'abito marrone (The Man in the Brown Suit), regia di Alan Grint – film TV (1989)
- Melrose Place – serie TV, 5 episodi (1994-1998)
- Crossing Jordan – serie TV, 49 episodi (2001-2005)
- Conviction – serie TV, episodio 1x09 (2006)
- Boston Legal – serie TV, episodio 5x09 (2008)
- Cold Case - Delitti irrisolti (Cold Case) – serie TV, episodio 6x19 (2009)
- Grey Gardens - Dive per sempre (Grey Gardens), regia di Michael Sucsy – film TV (2009)
- West Wing - Tutti gli uomini del Presidente (The West  Wing) – serie TV, episodio 1x09 (2009)
- 30 Rock – serie TV, 9 episodi (2011-2013)
- Blue Bloods – serie TV, episodio 3x07 (2012)

## Doppiatori italiani
Nelle versioni in italiano delle opere in cui ha recitato, Ken Howard è stato doppiato da:
- Dario De Grassi in A prima vista, The Practice - Professione avvocati, Mamma ho perso il lavoro, I signori del rum
- Dario Penne in Grey Gardens - Dive per sempre, The Closer, 30 Rock
- Antonio Colonnello ne La rabbia degli angeli, La rabbia degli angeli - La storia continua
- Alessandro Rossi in The Net - Intrappolata nella rete, La formula della felicità
- Pietro Biondi in J. Edgar, Blue Bloods
- Giuseppe Pambieri ne Il cacciatore
- Renato Mori in Crossing Jordan
- Romano Malaspina ne La signora in giallo (ep. 1x21)
- Walter Maestosi ne La signora in giallo (ep. 5x21-22; 6x05)
- Saverio Moriones ne La signora in giallo (ep. 9x03)
- Mario Cordova ne La signora in giallo (ep. 11x04)
- Cesare Barbetti in Oscar - Un fidanzato per due figlie
- Claudio Fattoretto in Michael Clayton
- Carlo Marini in In Her Shoes - Se fossi lei
- Michele Kalamera in West Wing - Tutti gli uomini del Presidente
- Rodolfo Bianchi in Time Out
- Ambrogio Colombo in John Rambo
- Elio Zamuto in The Office
- Gerolamo Alchieri in The Judge
- Bruno Alessandro in Cold Case - Delitti irrisolti
- Angelo Nicotra in The Wedding Ringer - Un testimone in affitto